# Абриль, Педро Симон
Педро Симон Абриль (исп. Pedro Simón Abril; 1530, Алькарас — 1595, Медина-де-Риосеко) — испанский гуманист, филолог, переводчик и педагог XVI века.

## Биография
Долгое время Абриль был профессором искусств, философии и грамматики в Сарагосском университете, затем в университете Sertoriana de Huesca.
Один из пропагандистов испанской «учёной драмы», авторы которой ориентировались на античные образцы. Перевёл с древнегреческого и латинского на испанский язык многочисленные произведения для театра, в том числе 6 комедий Теренция и «Медею» Еврипида, а также несколько работ по изучению латинского и греческого языков и ряд трактатов, в частности, Аристотеля.

## Избранные труды
- 1561 — Latini idiomatis docendi ac discendi methodus
- 1567 — De lingua latina vel de arte grammatica
- 1576 — Artis grammaticae latinae linguae rudimenta
- 1583 — Los dos libros de la Grammatica latina escritos en lengua castellana
- 1586 — Gramática griega escrita en lengua castellana
- 1586 — Cartilla griega con correspondencias de letras latinas para aprender por si el leer y escrivir en griego fácilmente
- 1587 — Primera parte de la Filosofía llamada Logica… colegida de la dotrina de los filósofos antiguos y particularmente de Aristoteles
- 1589 — Apuntamientos de como se deven reformar las doctrinas y la manera de enseñarlas
- 1590 — Instrucción para enseñar a los niños fácilmente el leer y el escrivir, i las cosas que en aquella edad les esta bien aprender

## Избранные переводы
- «Медея» Еврипида,
- «Кратил» Платона,
- «Логику» и «Политику» Аристотеля,
- «Плутос» Аристофана.